# Broxton (Georgia)
Broxton è una città degli Stati Uniti d'America, situata in Georgia, nella Contea di Coffee.